# Phong Khê, Triều Châu
Phong Khê (tiếng Trung: 枫溪区; bính âm: Fēngxī Qū) là một khu quản lý thuộc thành phố Triều Châu, tỉnh Quảng Đông, Trung Quốc. Khu có diện tích 24,8 km², nhân khẩu hộ tịch khoảng 100 nghìn. Khu được chia thành 5 xã khu và 26 thôn.
1. 枫溪介绍 Lưu trữ ngày 17 tháng 4 năm 2010 tại Wayback Machine
2. 历史沿革 Lưu trữ ngày 17 tháng 4 năm 2010 tại Wayback Machine